# Mulțimi disjuncte

Două mulțimi disjuncte

În matematică, despre două mulțimi se spune că sunt mulțimi disjuncte dacă nu au niciun element în comun. Echivalent, două mulțimi sunt disjuncte dacă intersecția lor este vidă. De exemplu {1, 2, 3} și {4, 5, 6} sunt mulțimi disjuncte, în timp ce {1, 2, 3} și {3, 4, 5} nu sunt, deoarece au în comun elementul „3”. Mai multe mulțimi sunt disjuncte dacă oricare pereche dintre acestea sunt disjuncte.

## Generalizări

O familie de mulțimi disjuncte

Definiția mulțimilor disjuncte poate fi extinsă la o familie de mulțimi {\displaystyle \left(A_{i}\right)_{i\in I}}: familia este disjunctă în perechi sau mutual disjuncte dacă {\displaystyle A_{i}\cap A_{j}=\varnothing } ori de câte ori {\displaystyle i\neq j}. Alternativ, unii autori folosesc termenul disjunct pentru a se referi și la această noțiune.
La familii noțiunea de disjuncte în perechi este uneori definită într-un mod puțin diferit, prin aceea că se admite multiplicitatea membrilor (repetarea membrilor identici): familia este disjunctă în perechi dacă {\displaystyle A_{i}\cap A_{j}=\varnothing } ori de câte ori {\displaystyle A_{i}\neq A_{j}} (fiecare două mulțimi distincte din familie sunt disjuncte). De exemplu, setul de mulțimi { {0, 1, 2}, {3, 4, 5}, {6, 7, 8}, ... } este disjunct, ca și setul { {..., −2, 0, 2, 4, ...}, {..., −3, −1, 1, 3, 5} } al celor două clase de paritate ale întregilor; familia {\displaystyle (\{n+2k\mid k\in \mathbb {Z} \})_{n\in \{0,1,\ldots ,9\}}} cu 10 membri nu este disjunctă (deoarece clasele de numere pare și impare sunt prezente fiecare de cinci ori), dar este disjunctă în perechi conform acestei definiții (deoarece se obține o intersecție nevidă a doi membri doar atunci când cei doi sunt din aceeași clasă).
Se spune că două mulțimi sunt aproape disjuncte dacă intersecția lor este mică într-un anumit sens. De exemplu, două mulțimi infinite a căror intersecție este o mulțime finită se poate spune că sunt aproape disjuncte.
În topologie există noțiunea de mulțimi separate cu condiții mai stricte decât disjuncția. De exemplu, două mulțimi pot fi considerate a fi separate atunci când au închiderile disjuncte sau vecinătățile disjuncte. Similar, într-un spațiu metric, mulțimile separate pozitiv sunt mulțimi separate printr-o distanță diferită de zero.

## Intersecții
Faptul că două mulțimi sau o familie de mulțimi sunt disjuncte poate fi exprimat în termeni de intersecții ale acestora în perechi.
Două mulțimi A și B sunt disjuncte dacă și numai dacă intersecția lor {\displaystyle A\cap B} este mulțimea vidă. Din această definiție rezultă că orice mulțime este disjunctă de mulțimea vidă, iar mulțimea vidă este singura mulțime care este disjunctă de ea însăși (deoarece nu are niciun element, nu are nici vreun element în comun cu vreun element al ei).
Dacă o colecție conține cel puțin două mulțimi, condiția ca colecția să fie disjunctă implică faptul că intersecția întregii colecții să fie vidă. Însă o colecție de mulțimi poate avea o intersecție vidă fără a fi ea însăși disjunctă. În plus, în timp ce o colecție de mai puțin de două mulțimi este trivial disjunctă, deoarece nu există perechi de comparat, intersecția unei colecții formate dintr-o singură mulțime este egală cu acea mulțime, care poate fi nevidă. De exemplu, intersecția celor trei mulțimi { {1, 2}, {2, 3}, {1, 3} } este vidă, dar ele nu sunt disjuncte. De fapt între ele nu există nicio pereche de mulțimi disjuncte.

## Reuniuni și partiții disjuncte
O partiție X este orice colecție de mulțimi nevide, disjuncte reciproc, a căror reuniune este X. Echivalent, fiecare partiție poate fi descrisă printr-o relație de echivalență, o relație binară care descrie dacă două elemente aparțin aceleiași mulțimi din partiție.
O reuniune disjunctă poate însemna două lucruri. Cel mai simplu, poate însemna reuniunea mulțimilor care sunt disjuncte. Dar dacă două sau mai multe mulțimi nu sunt deja disjuncte, reuniunea lor disjunctă poate fi formată prin modificarea mulțimilor pentru a le face disjuncte înainte de a forma reuniunea mulțimilor modificate. De exemplu, două mulțimi pot fi făcute disjuncte prin înlocuirea fiecărui element cu o pereche ordonată a elementului și o valoare binară care indică dacă acesta aparține primei sau celei de a doua milțimi. Similar, la familii de mai mult de două mulțimi se poate înlocui fiecare element cu o pereche ordonată a elementului și indicele mulțimii căreia îi aparține.